# Trichardis pohli
Trichardis pohli är en tvåvingeart som beskrevs av Geller-grimm 2002. Trichardis pohli ingår i släktet Trichardis och familjen rovflugor. Inga underarter finns listade i Catalogue of Life.